# 特斯拉公司

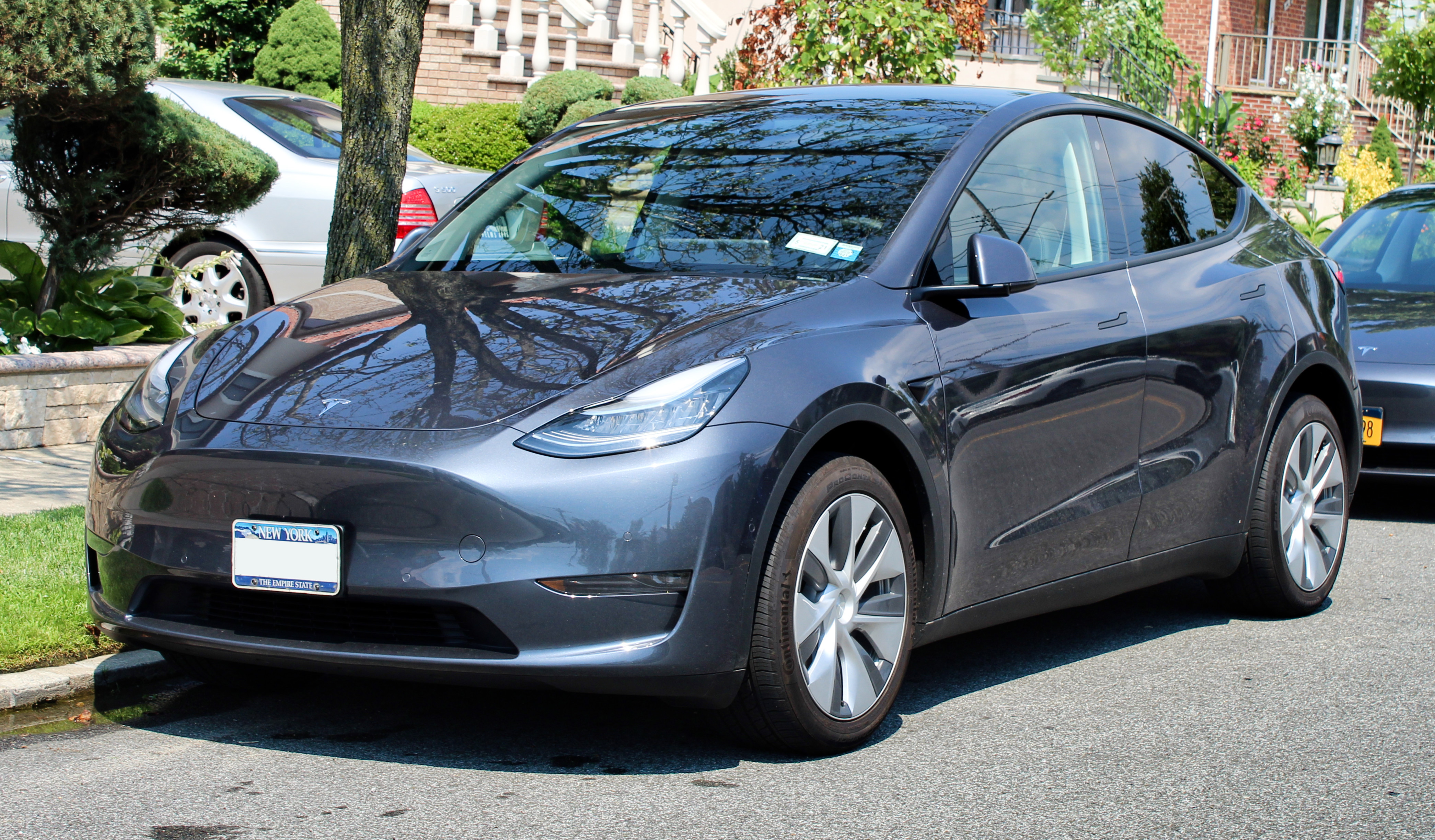
Model Y

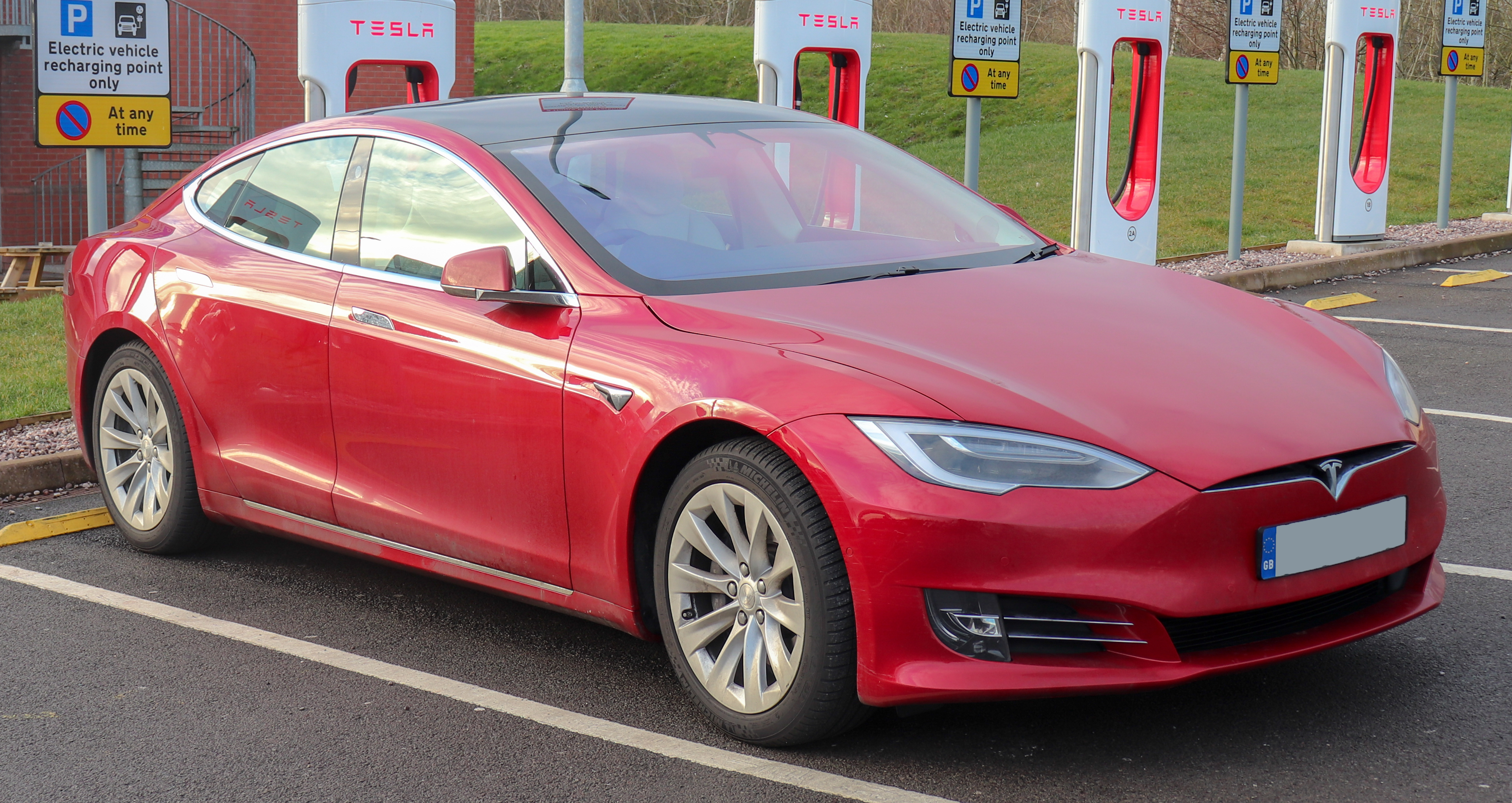
Model S

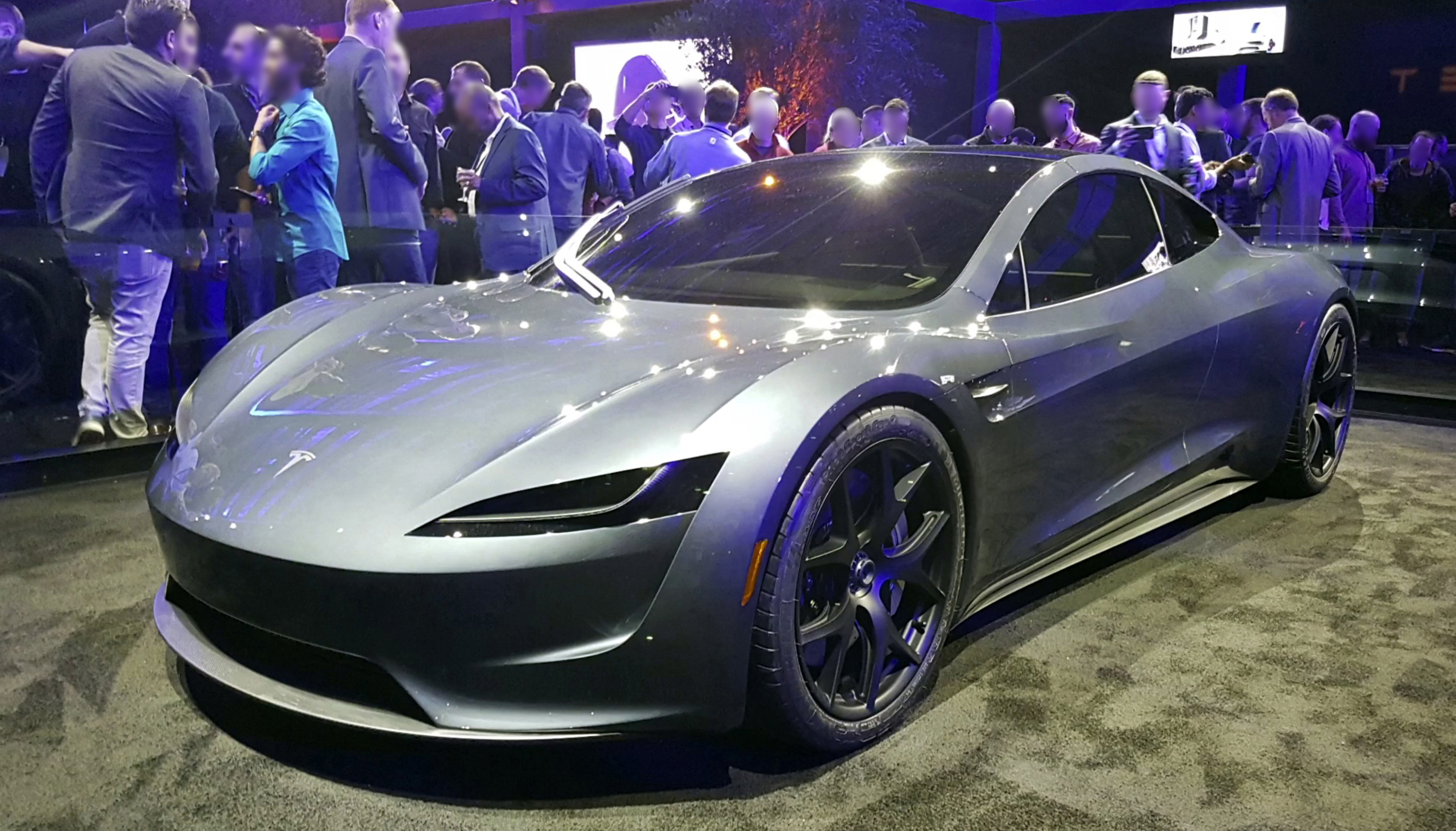
特斯拉Roadster

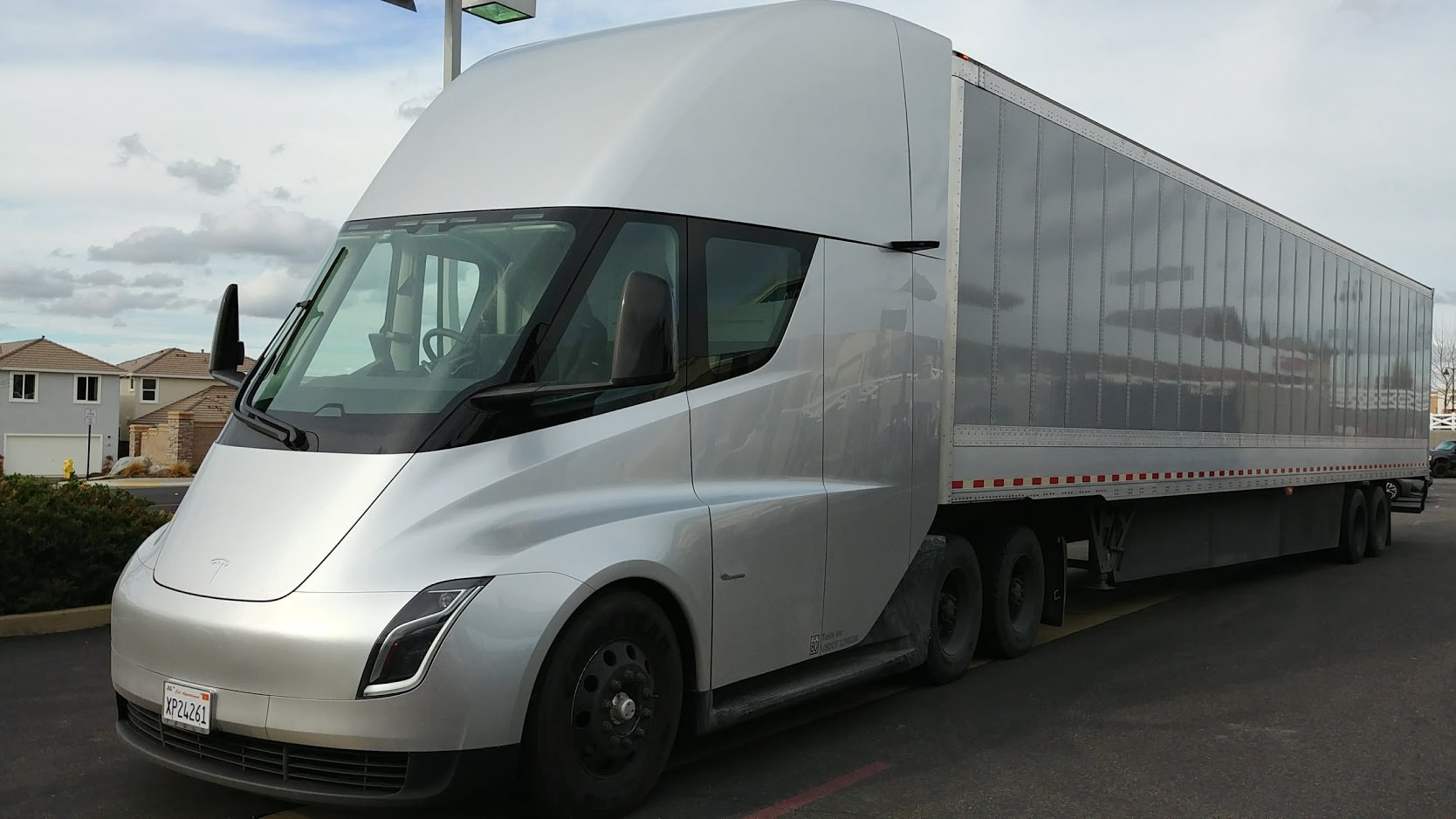
特斯拉Semi

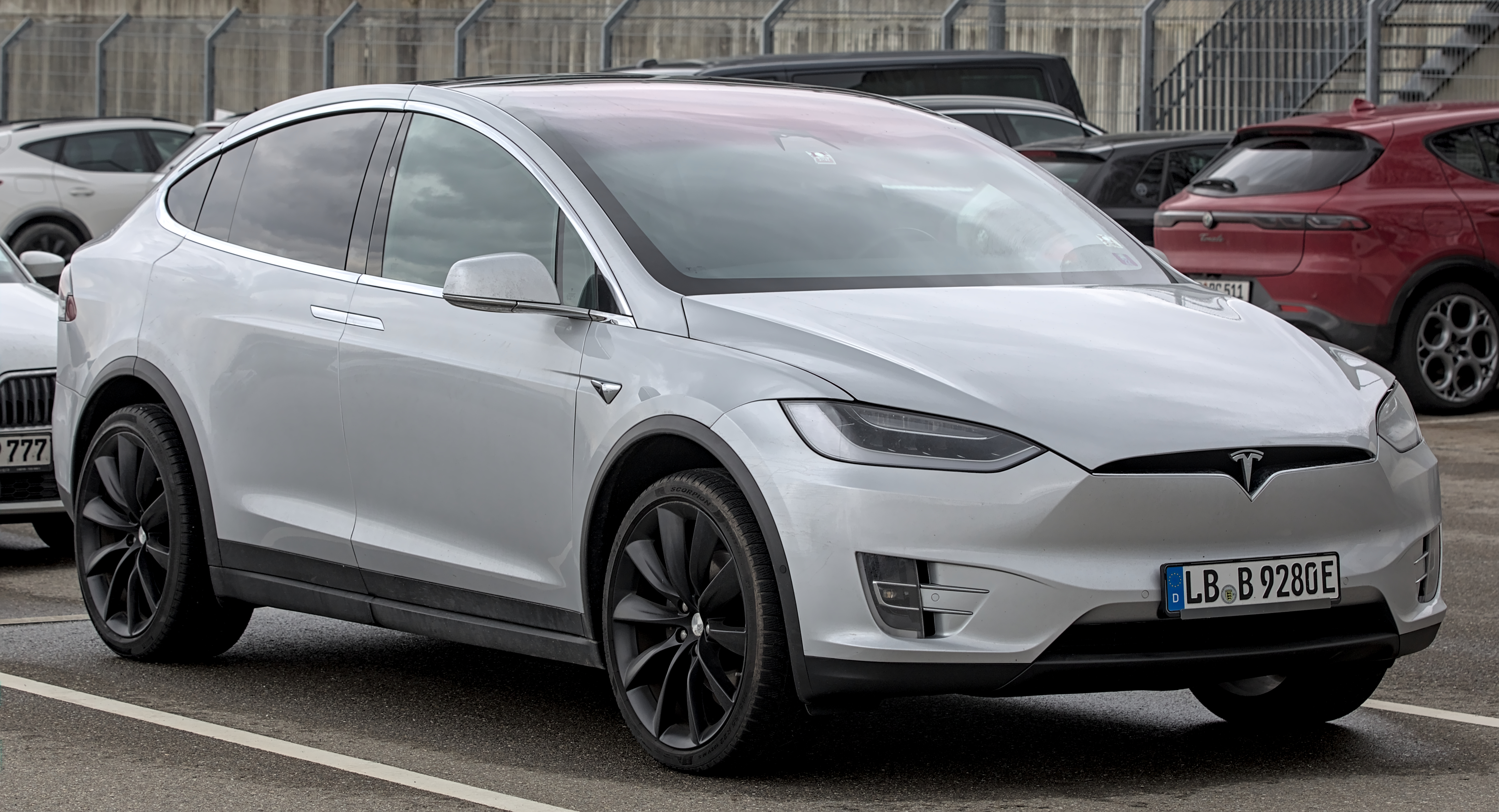
Model X

特斯拉公司（英語：Tesla, Inc.），舊稱特斯拉汽車（英語：Tesla Motors），是美國最大的電動汽車及太阳能板公司，總部設於德克薩斯州奧斯汀，與Panasonic合作電池業務，產銷電動汽車、车载電腦（FSD系统），太陽能板及儲能設備與系統解決方案。特斯拉是世界上最早的自動駕駛汽車生產商，至2018年，特斯拉汽车已经成为世界最畅销充電式汽车公司。

## 历史

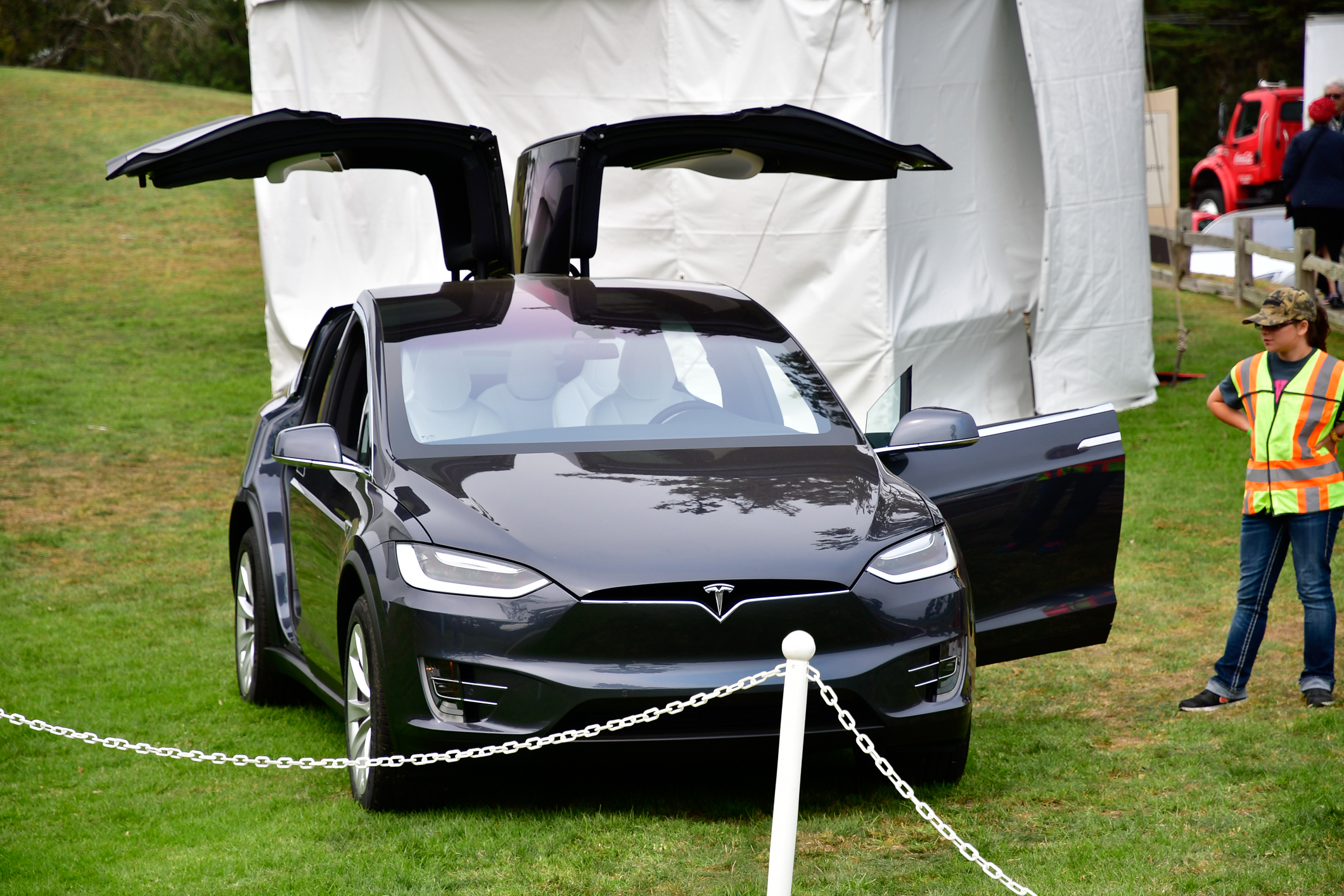
鷹翼車門

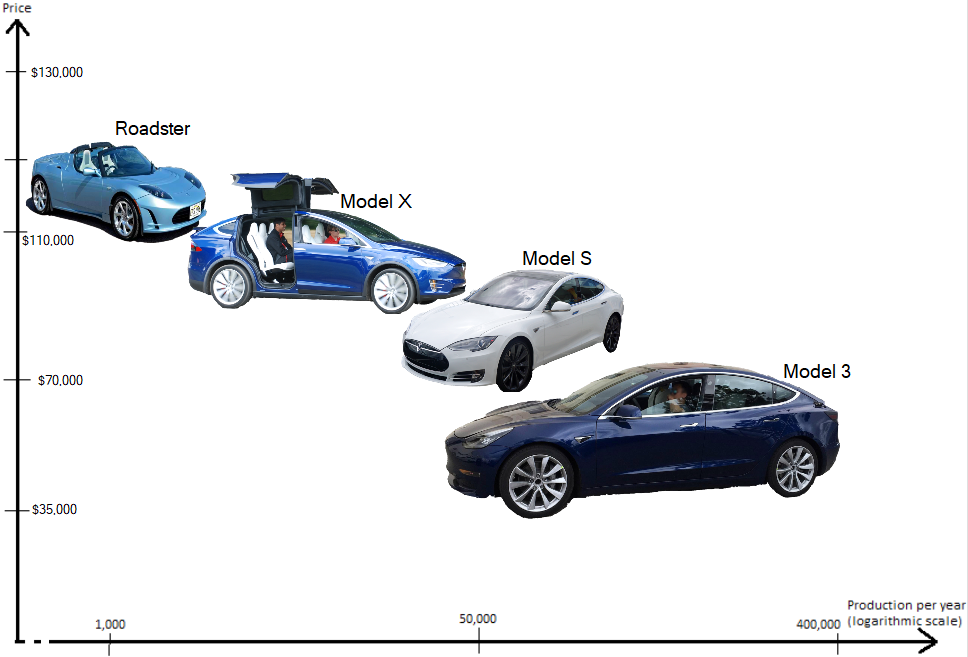
價格比較

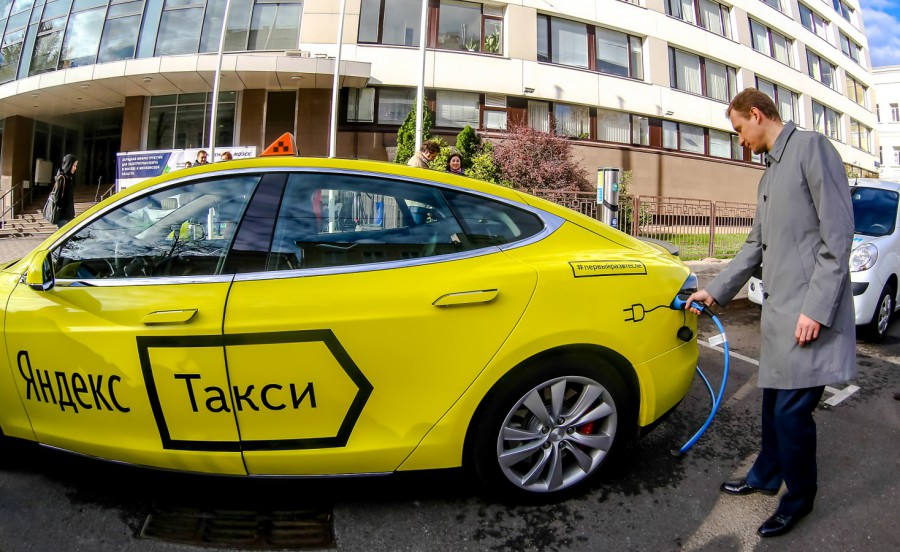
計程車測試計畫

### 创立时期
马丁·艾伯哈德和马克·塔彭宁於2003年7月1日创立公司，创始人将公司命名为“特斯拉汽车”（Tesla Motors），以纪念物理学家尼古拉·特斯拉。公司成立後不久，工程師萊特（Ian Wright）成為公司的第3號員工。
2004年，伊隆·马斯克以A轮投资人的身份加入该公司成为董事长，并雇用锂电池专家史特勞貝爾任CTO，組成公司早期團隊。2007年8月，时任公司CEO的创始人马丁·艾伯哈德宣布辞职，11月，艾伯哈德被逐出董事会，转由Michael Marks接任临时行政總裁，11月末，泽夫·德罗里接任新的行政總裁。另一位创始人马克·塔彭宁则先后担任公司的財務總監、副总裁等职位直到2008年，二位创始人先后离开特斯拉。2008年10月，马斯克成为特斯拉的第四任CEO。

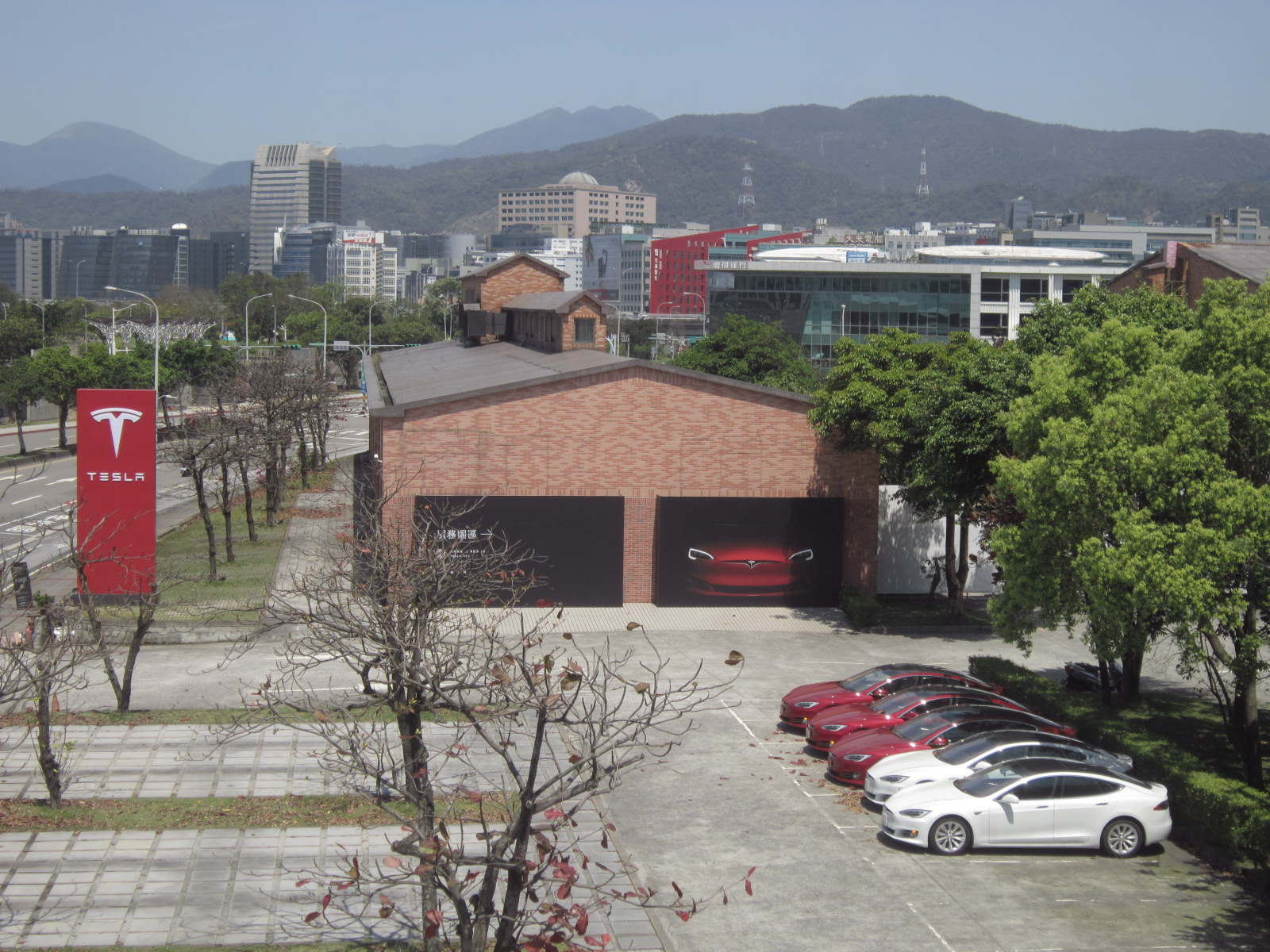
特斯拉汽車臺北內湖區展示中心兼保修廠

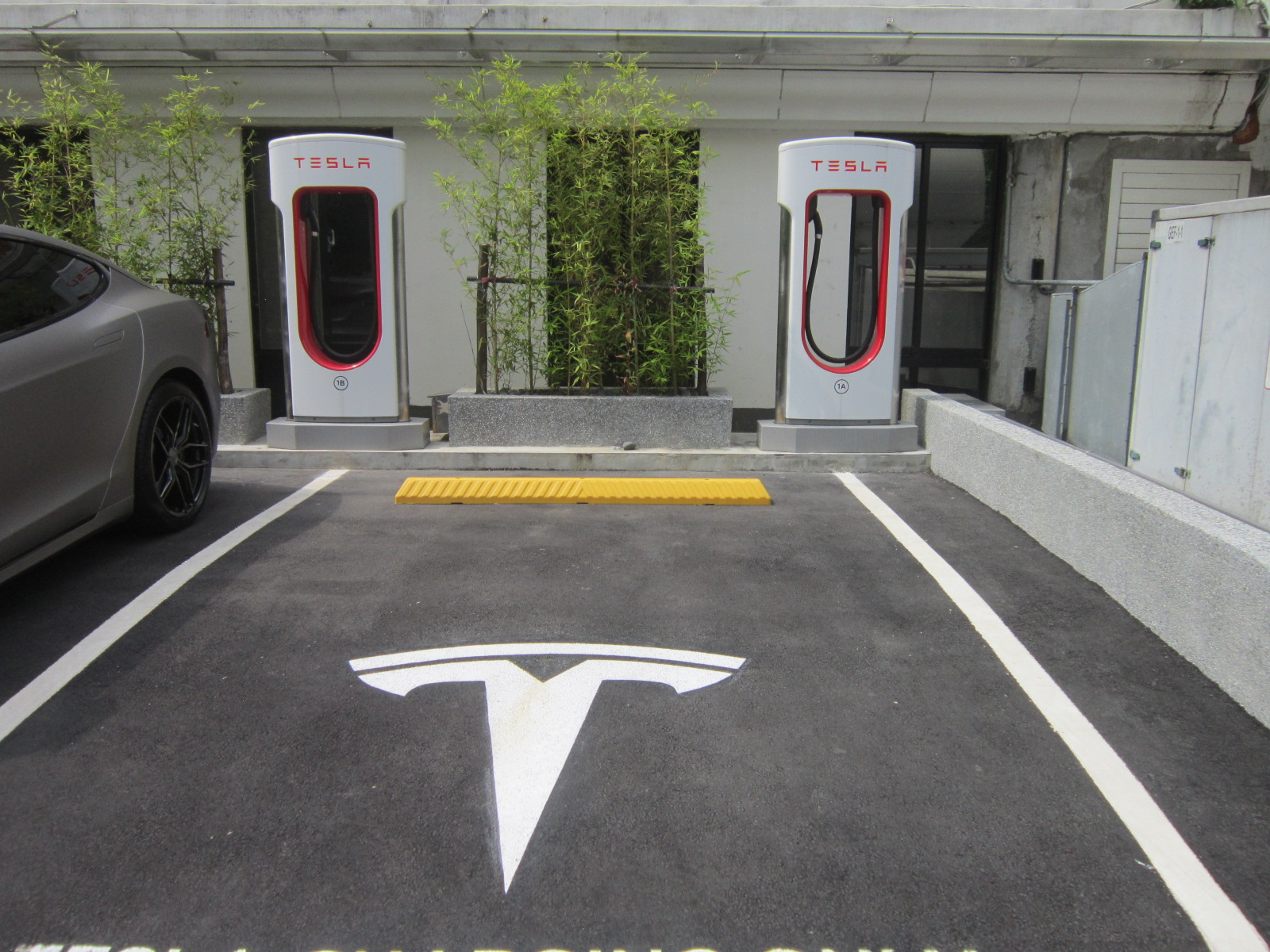
位於臺北捷運圓山站附近的特斯拉電動車的專屬充電站

特斯拉研发的第一辆车是以英國莲花汽车Lotus Evora為基礎的純電動跑車特斯拉Roadster，该车是首辆使用锂离子电池的汽车，也是第一辆充电能行驶超过200英里的电动汽车。其跑车型号从0加速到60mph只需3.7秒，根据公司的环境测试，能量效率为Toyota Prius的两倍。从2008年至2012年，特斯拉在31个国家销售超过2250辆Roadster。从2010年开始，特斯拉为英国和爱尔兰市场生产驾驶座右置的Roadster，并扩大销售至澳大利亚、日本、香港和新加坡。公司从2011年底停止在美国市场销售Roadster。
2009年3月26日，特斯拉为全电动豪华车Tesla Model S揭幕，预期基础价格为税前57400美元，引发全世界电动车热潮。2010年5月，特斯拉从丰田公司手中买下新聯合汽車製造公司的生产工厂，作为北美生产中心。2010年6月29日，特斯拉在纳斯达克上市发行股票，成为1956年福特汽车公司上市以来，首家上市募股的美国汽车公司。
除純電動車外，特斯拉也为其他汽车公司的电动车提供电池等的零件。對多顆電池能源管理的技術是Tesla的优势所在。2014年7月，特斯拉和松下合作，在美国建设锂电池工厂（Giga Factory）以满足自己的锂电池需求，并降低锂电池的成本。
2016年2月，特斯拉獲得Tesla.com域名，在此之前此域名由硅谷工程師格羅斯曼（Stu Grossman）於1992年註冊但未曾使用。新域名後來取代了一直在使用的Teslamotors.com。
2025年半導體龍頭三星電子與特斯拉達成金額高達270億美元的晶片合作長期協議，創下全世界史上在晶片科技的最大合約。

### SolarCity
2016年6月21日，特斯拉宣佈以全股票的方案出價收購全美國最大的太陽能公司SolarCity，收購價為每股26.50至28.50美元，較SolarCity周二的收盤價21.19美元有25%至35%的溢價率，交易總價值為28億美元。SolarCity的董事長伊隆·马斯克表示，收購SolarCity將使特斯拉轉型成為“全球唯一垂直整合的能源公司，向客戶提供端到端的清潔能源產品”，包括太陽能面板、家用儲能設備，以及電動車。SolarCity承認特斯拉的收購提議，並表示將仔細評估特斯拉的收購報價。特斯拉表示，只願在友好的基礎上進行交易。
收購消息公佈後，SolarCity股價盤後大漲15.62%，特斯拉盤後則重挫约12%。該公司2016年6月22日收跌0.04%，報219.61點。特斯拉宣佈以總價最高28.6億美元收購太陽能公司SolarCity之後，特斯拉公司股價大跌超過10%。對於這兩家大股東都是伊隆·馬斯克的兄弟公司之間的收購，外界爭議聲很大。值得注意的是，特斯拉行政總裁伊隆·马斯克目前是兩家公司的第一大股東，同時兼任董事長。SolarCity聯合創始人、行政總裁Lyndon Rive則是伊隆·马斯克的表弟。
伊隆·马斯克本人表示，從現金流的觀點看，SolarCity非常健康，且2016年的現金流將會轉正。他同時表示此交易是創建一家清潔能源公司長期計劃（Master Plan）的一部分，未來的特斯拉將會利用必然趨勢，讓所有的機車變為電動車，且消費者能夠享用到太陽能。
同年8月1日，Tesla再次聲明已達成用26億美元買下SolarCity的協議，而SolarCity則有45天的猶豫期。雙方股東於2016年11月17日投票通過26億美元的收購方案，為太陽能業史上最龐大的交易，SolarCity正式被納入成為Tesla旗下的子公司。

### Maxwell
2019年2月4日，特斯拉宣佈以換股方式斥資2.18億美元收購超级电容器制造商Maxwell，其核心技术有干电池电极技术和超级电容驱动的能源储存业务，随后Maxwell将与特斯拉的一家子公司合并，成为特斯拉的全资子公司，不過鋰電池仍然會由Panasonic進行製造。2019年5月16日，特斯拉完成對Maxwell的收購，正式接管電池技術。
2020年12月23日，特斯拉行政總裁伊隆·马斯克於Twitter透露，以往欲將公司賣盤予蘋果公司，但未能成功，當時作價僅現價十分之一。

### 更名
2017年2月，特斯拉汽車正式更名為特斯拉（Tesla Inc.），并進一步把業務由電動車拓展到住宅及商業太陽能蓄電系統，成為清潔能源企業，向客戶提供端到端的清潔能源產品。

### 加密貨幣
2021年初，特斯拉斥资15亿美元购买比特币，成为比特币的主要投资者之一，并于2021年3月24日开始接受比特币作为其在美国销售车辆的支付方式。然而仅仅49天后，因虑及比特币挖矿过程会增加化石燃料消耗，与特斯拉鼓励向可持续能源转型的使命背道而驰，该公司停止接受比特币支付。这一消息宣布后，比特币价格下跌了约12%。截至2022年7月，特斯拉已经以亏本价格出售了大约75%的比特币持仓，声称持有这一加密货币有损公司的盈利能力。
2024年5月4日，特斯拉悄然更新官网，宣布开始接受狗狗币作为部分产品的支付方式。虽然目前还不能用狗狗币购买特斯拉整车，但可以支付购买一些特斯拉周边商品。随着新闻媒体开始报道此事，狗狗币的价格飙升，5月2日该代币的价格还不到0.13美元，到5月6日已接近0.17美元。

### 海外发展

#### 中国市场
2014年1月，伊隆·马斯克首次提出在中国兴建汽车生产工厂，2017年6月确认落户于上海南汇新城镇工业区。2018年6月5日，在特斯拉股东大会上，特斯拉披露了在中国上海建设美国以外首个工厂的计划。2018年7月10日，马斯克和上海市人民政府签订协议，宣布特斯拉中国工厂在临港落户。一般被看作是中美之間貿易戰的影響而建設，因為中國在特斯拉的銷售量中佔比不低。特斯拉上海超级工厂占地86万平米，总投资额超20億美金。當地已經在進行整地，2019年1月7日馬斯克親臨進行破土典禮，初期產能2019年底就能投產，規劃在2020年開始將逐步達到25萬輛，將全部用來供應大中華市場。
2020年1月7日在工厂交付典礼上，马斯克宣布对外向一般大众消费者交车，并且启动中国制造Model Y项目。2020年10月26日，特斯拉上海超级工厂开始向欧洲出口电动汽车。截至2021年1月，工厂年产能为25万辆，计划增加至45万辆。同年初，特斯拉宣布开启“Roadrunner”动力电池自产计划。2月，宁德时代新能源科技股份有限公司对外宣布与特斯拉签订了量产供货定价协议，5月11日，特斯拉的电池供货商宁德时代宣布对特斯拉供货不限于磷酸铁锂或者三元电池，将向无钴电池发展。

#### 特斯拉欧洲超级工厂
特斯拉欧洲超级工厂于2022年开业，该工厂是继上海之后特斯拉的第二家海外超级工厂，也是在欧洲的第一个制造基地，位於德国柏林勃蘭登堡機場附近。

#### 馬來西亞市場
2023年初，马来西亚国际贸易与工业部宣布，获准特斯拉在该国建立业务。特斯拉是马来西亚純電動車全球领导者计划的首个申请者，获得批准意味着特斯拉将很快在这个东南亚国家建立销售、服务和充电网络。

## 产品

### 特斯拉车型
特斯拉已推出的車型有特斯拉Roadster、Tesla Model S、Tesla Model X、Tesla Model 3、Tesla Model Y、Tesla Semi和Tesla Cybertruck。特斯拉計劃推出第二代Roadster、特斯拉Cybercab和Tesla Robovan。

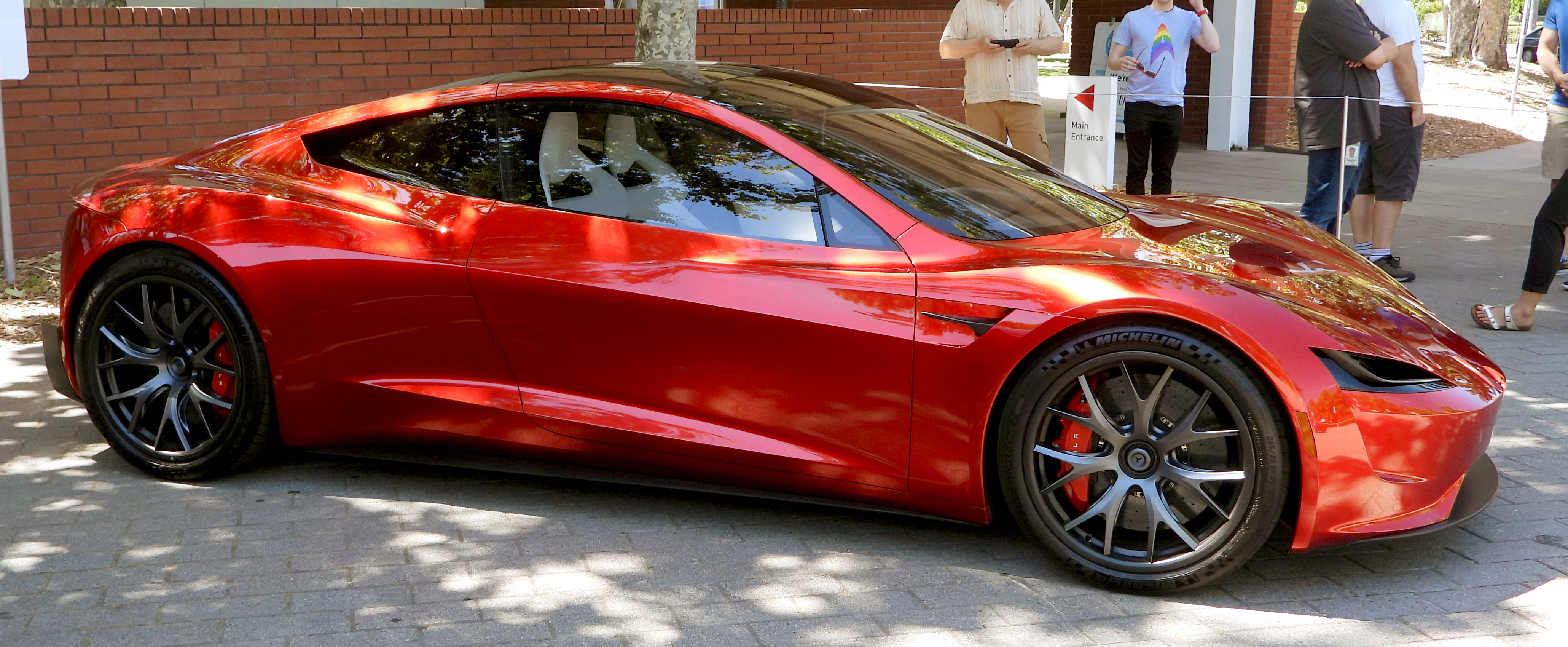
Tesla Roadster

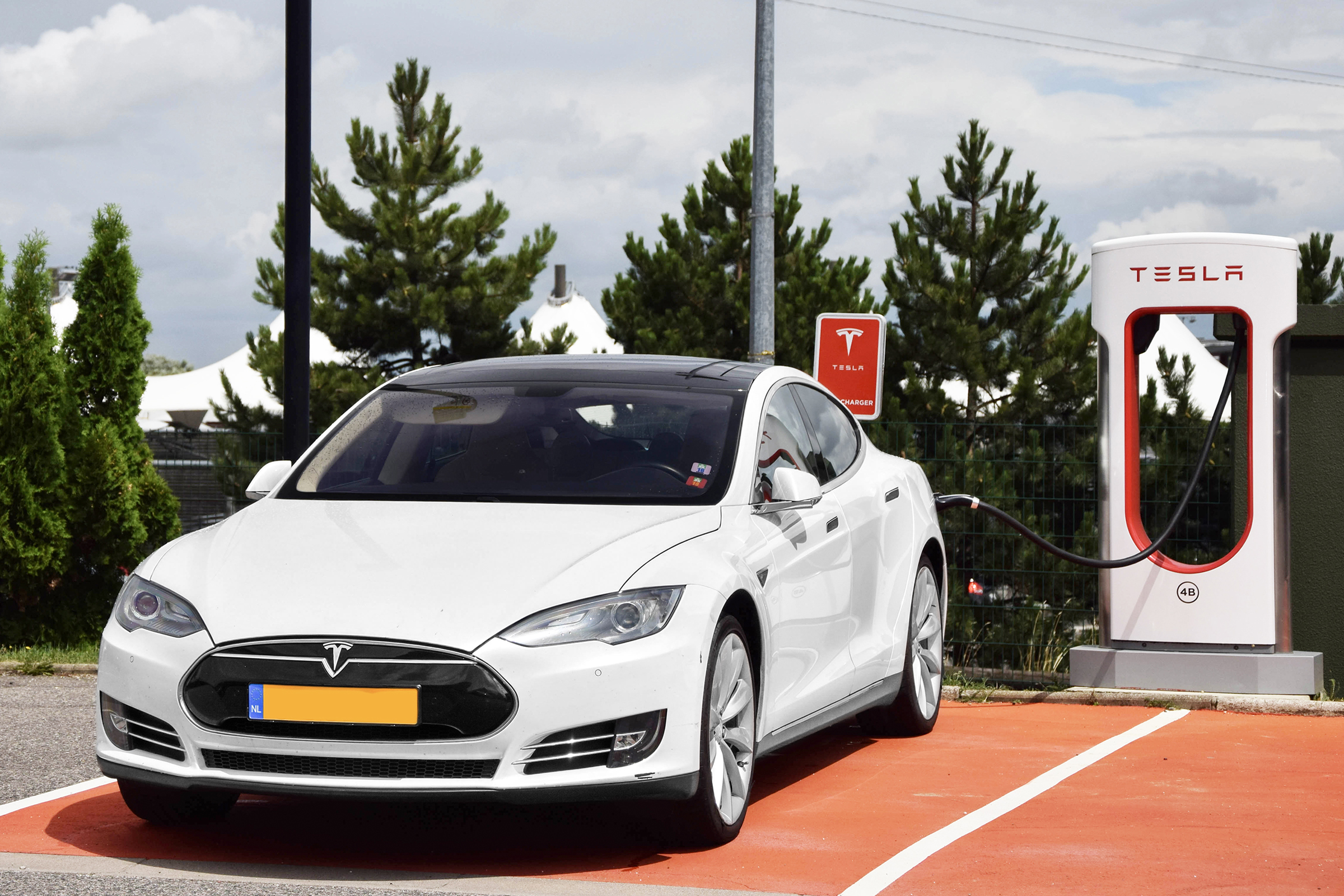
Tesla Model S

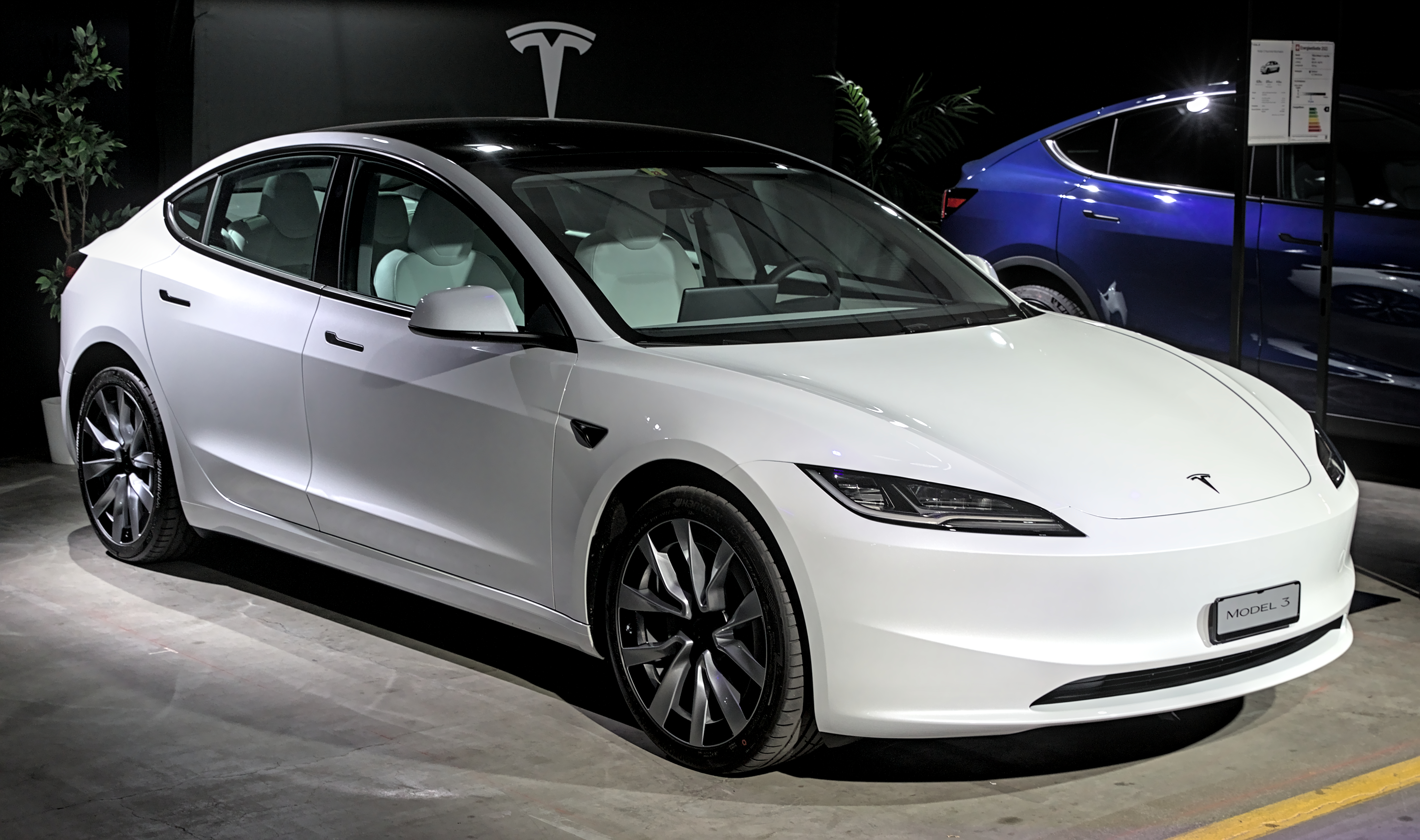
Tesla Model 3

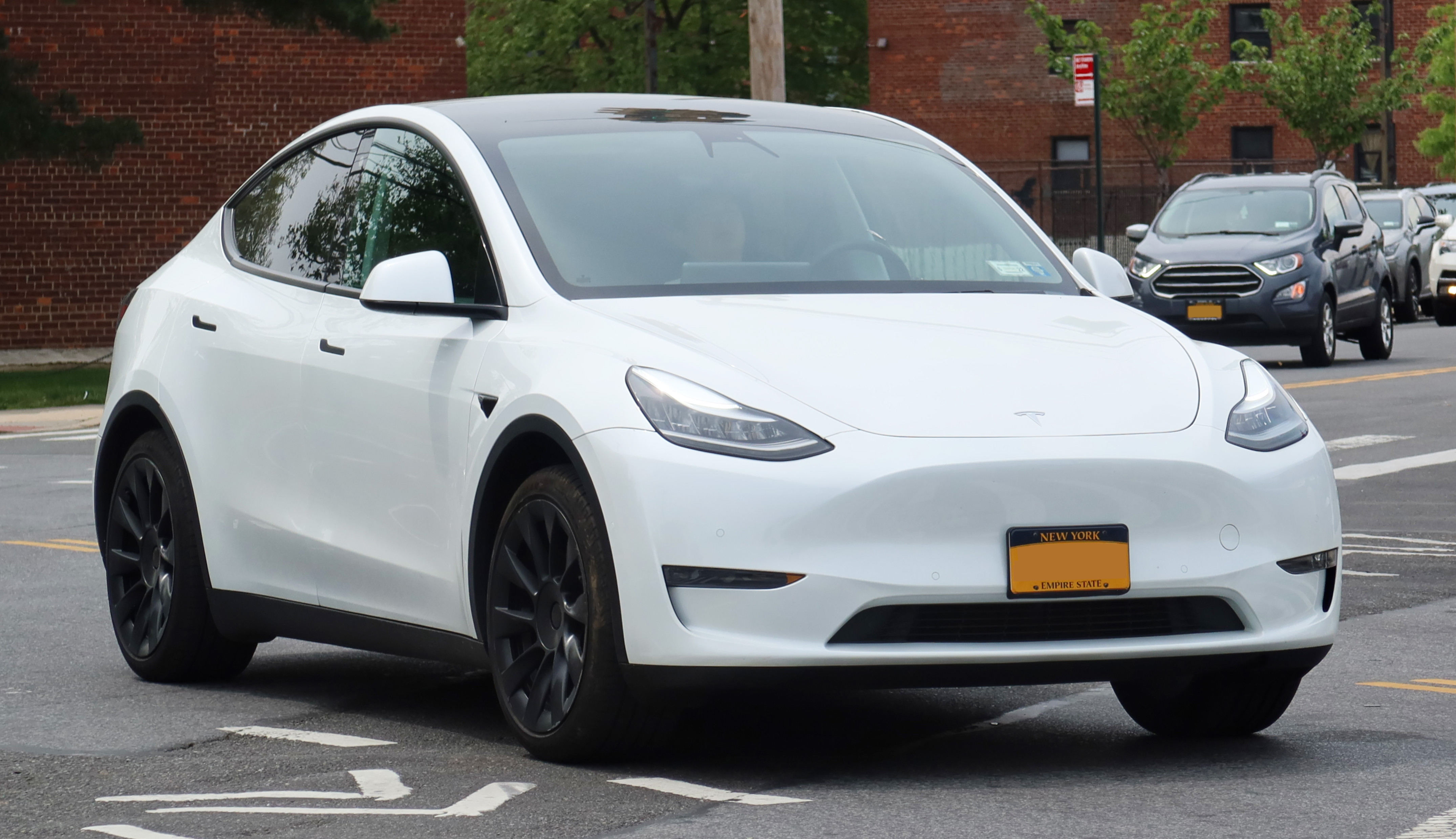
Tesla Model Y

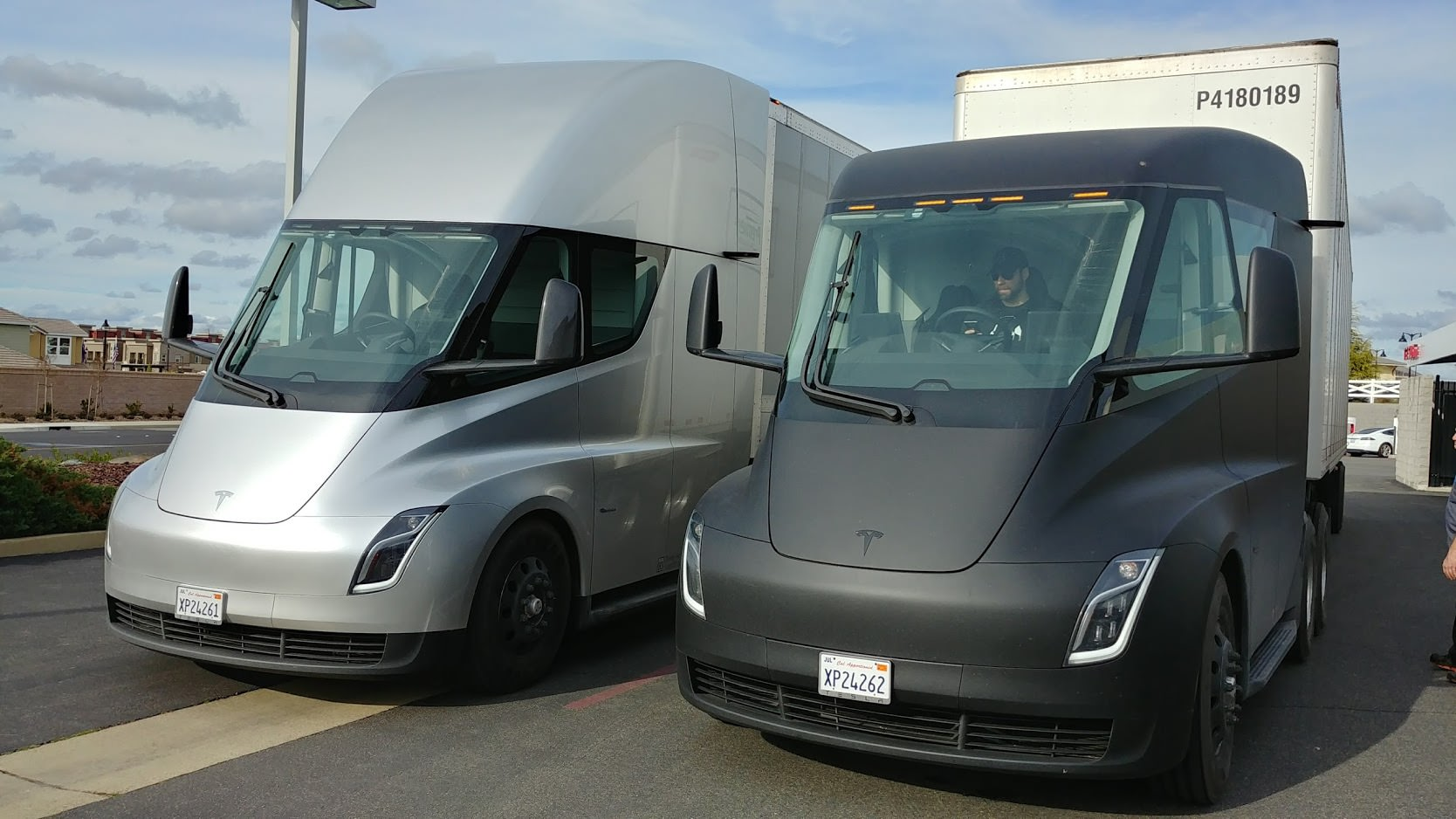
Tesla Semi

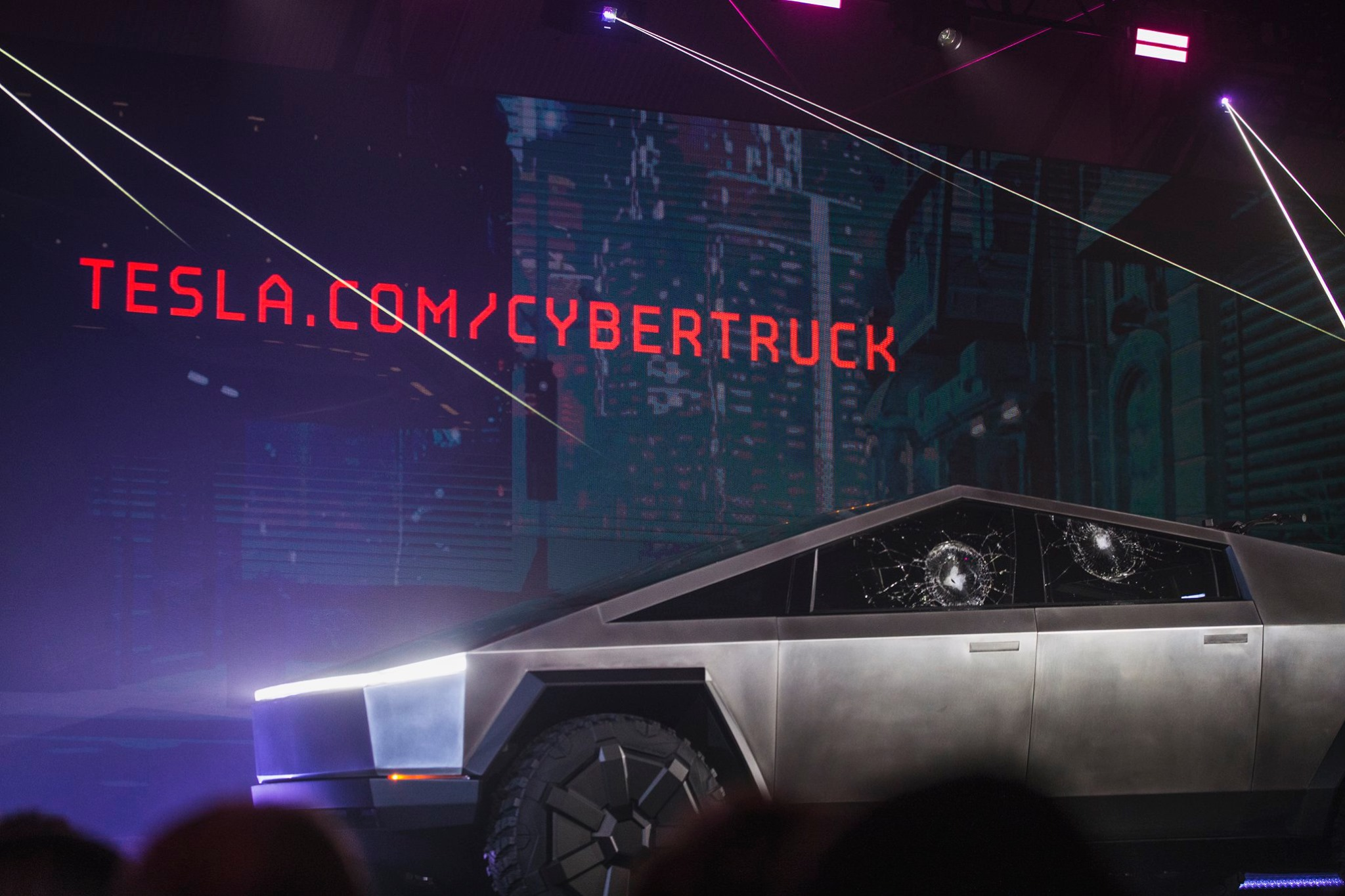
Tesla Cybertruck

#### 特斯拉Roadster
特斯拉Roadster是基于蓮花Elise的双门双座电动跑车，其理论最大续航里程超过了320km，从2008年面世到2012年停产，一共销售了2250辆左右。Tesla Roadster是全球首款量产版电动敞篷跑车，Roadster的美国最低售价为109,000美元。在英国的最低售价为86,950英镑，在欧洲大陆的最低售价为84,000欧元。身为电动车，Roadster在欧洲也有资格享有政府补贴。
2017年11月，特斯拉發表新款Roadster，0-60mph加速能力達到1.9秒，最高時速超過400公里，續航力為1,000公里，售價為200,000美金。

#### Tesla Model S
Tesla Model S是一款高性能电动汽车，一開始的代號為"Whitestar"，2008年6月發布於新聞稿，2012年6月開始在美國交車。
Model S的长宽高分别为：4,970x1,963x1,435mm，轴距达到2,960mm。这台电动车（P90D）的电动机可以提供762马力的最大动力，713N·m的峰值扭矩，这让Model S的百公里加速达到2.9秒（Ludicrous），0－400米加速也只需10.9秒。它有三种电池规格供消费者选择，分别可以驱动车辆行驶260公里、370公里和480公里，而配备这三种电池的Model S的售价则分别为57,400美元、67,400美元和77,400美元。Model S在美国国家公路交通安全管理局进行的碰撞测试中获得了5.4星的高分，这是NHTSA历史上测试的所有车型中的最高分。该车型2013年全球总销量是2.23万辆。
| 規格                     | P100D | P90D | 90D  | 70D  |
| ------------------------ | ----- | ---- | ---- | ---- |
| 續航力（英里）           | 315   | 253  | 240  | 240  |
| 0-60mph加速              | 2.5s  | 3.1s | 4.2s | 5.2s |
| 0-60mph加速（Ludicrous） | 2.5s  | 2.8s | x    | x    |
| 最高速度mph              | 155   | 155  | 155  | 140  |

#### Tesla Model X
Tesla Model X是一款5/6/7座运动型多用途车，2012年2月發表，2015年9月開始交車。
鷹翼門是此款車的最大特色之一，後側門能以向上延展方式掀開，同時偵測側邊及上方的障礙物避免碰撞，達到即便在狹窄的空間範圍仍可輕鬆進出。
| 規格                     | P90D | 90D  | 70D  |
| ------------------------ | ---- | ---- | ---- |
| 續航力（英里）           | 250  | 257  | 220  |
| 0-60mph加速              | 3.8s | 4.8s | 6.0s |
| 0-60mph加速（Ludicrous） | 3.2s | x    | x    |
| 最高速度mph              | 155  | 155  | 140  |

#### Tesla Model 3
Tesla Model 3是一款入門電動車，一開始的代號為"BlueStar"，2016年3月31日發布，2017年7月開始量產並交付首批車輛。
初期先交付美國的訂單，版本為長續航里程電池版本。
標準電池版本的生產將於2017年11月開始，左駕車款的全球交付將於2018下半年開始，2019年開始生產右駕車款。
| 規格           | Base |
| -------------- | ---- |
| 續航力（英里） | 215  |
| 0-60mph加速    | 4.0s |
| 最高速度mph    | x    |

#### Tesla Model Y
Model Y是一款純電動的中型SUV，可容納五位或七位成人，車輛配備雙馬達全輪驅動，並提供最佳的保護。Model Y在2023年第一季度成为全球最畅销车型，共销售267,200辆。这是一个历史的时刻，在汽车行业的发展历史中纯电动汽车首次登上全球销量排行榜榜首。除了Model Y外，前五名的其他四个车型皆为丰田汽车的燃油车型。

#### Tesla Semi
Tesla Semi是一款纯电动半挂车，该款车型于2017年11月首次亮相，Tesla为Semi规划了专用卡车充电桩，并将其命名为Megacharger，2021年，特斯拉在内华达州超级工厂部署了首个Megacharger，特斯拉预计将在美国和欧洲部署超四千枚卡车充电桩。2022年12月，特斯拉在其内华达州超级工厂举行交付仪式，向百事公司交付了首批Semi电动半挂车，但截至2023年10月，特斯拉只生产了大约70辆Semi卡车，其主要客户是百事和敦豪航空货运公司。Semi的满载整重约为8.2万磅（约合37吨），其满载状况下的续航里程分为300英里（约合482.8公里）与500英里（约合804.7公里）两种版本，空载时Semi的0至60英里/小时（约96.6公里/小时）加速用时为5秒，满载时0至60英里/小时加速用时为20秒。特斯拉为生产Semi建立了特斯拉内华达州Semi工厂，但该工厂尚处于建设中，其负责人表示该工厂有望于2025年投产，特斯拉计划每年生产5万辆Semi卡车。

#### Tesla Cybertruck
Cybertruck的車身外殼製造加强堅固度及耐用度，充分保護車上的乘客。由幾乎不可穿透的外殼車架，到30X超硬冷軋不銹鋼架外殼，配合Tesla裝甲玻璃，均為極高強度和耐用設計。光滑的單色外殼有助修飾凹痕、損毀的表面及長期使用而自然產生的腐蝕痕跡，整個外殼車架罩着整架車輛，為駕駛者及乘客提供最大保護。超硬玻璃和聚合物層複合材料可以吸收或轉移衝擊力，提升防撞表現和耐損程度。
除了可用來放置你的工具箱、輪胎和Cyberquad的儲物空間，另外還有備用空間。可供你充份運用的100立方英尺的外部可上鎖儲物空間，包括床底櫃、前行李廂和帆柱。

### 能源

#### Tesla Powerwall
Tesla Powerwall是一款由特斯拉汽车研发的锂电池集成家用储能系统，适合储存可再生能源，如太阳能和风能产生的电力，在晚间或无风的时候供应家庭和企业使用。也为电动车辆充电。该产品在2015年公布，预计2017年随特斯拉的内华达工厂完工后开始发售。

#### Tesla Solar Roof
Solar Roof是屋頂太陽能板來收集太陽能，再將陽光轉換成電力，為家居供電。配合Powerwall家用電池使用，能把日間收集的太陽能儲起，在沒有陽光時都能享用太陽能。

## 流行文化
特斯拉在游戏極速快感，狂野飆車，GT赛车，和平精英和極限競速系列中都有出现。

## 超級充電站

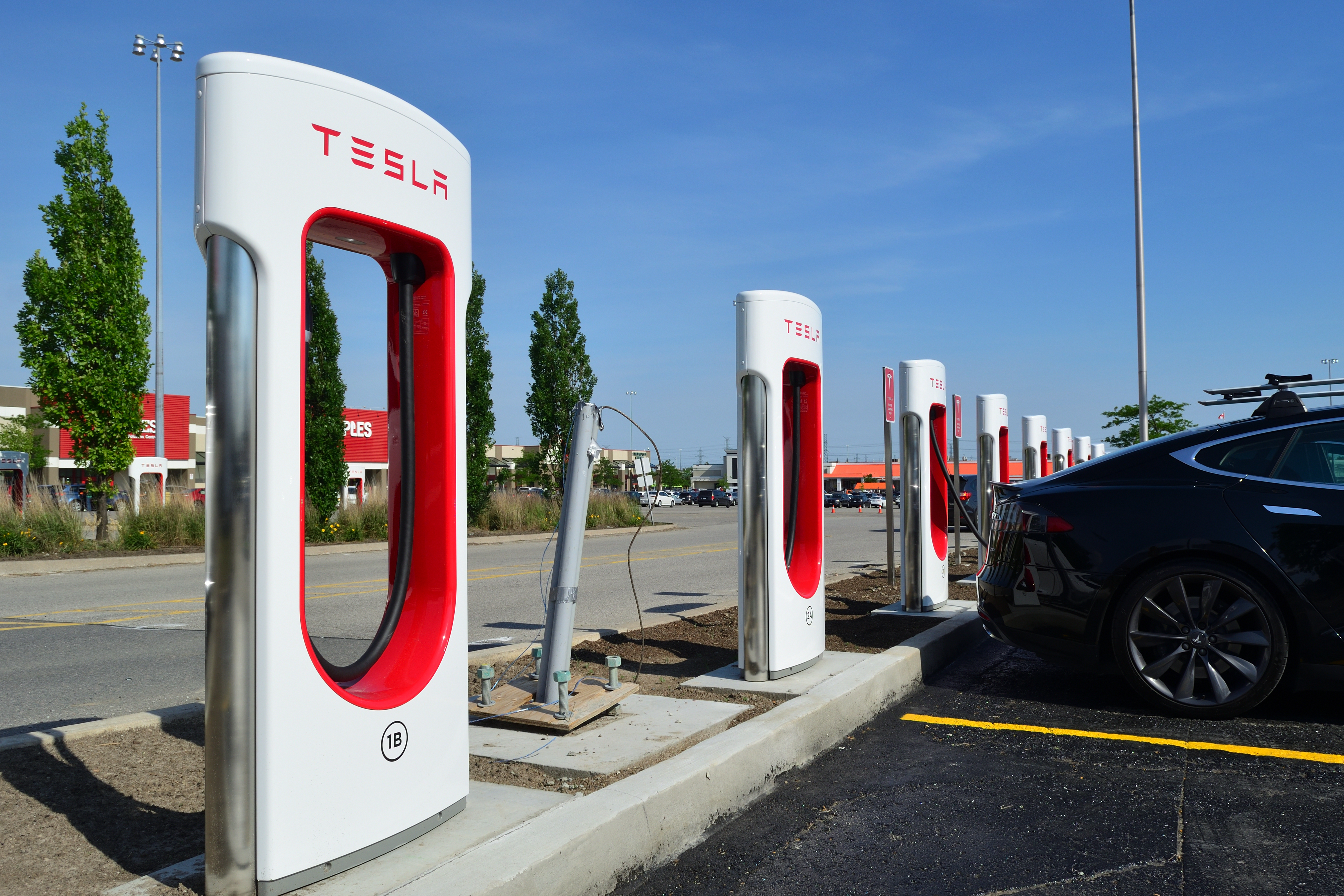
位於北美的超級充電站

特斯拉亦有各種相應充電站設備供車主使用。2019年3月，特斯拉发布了充电峰值可达250kW的第三代超级充电桩V3 Supercharger，Model 3長續航版只需5分鐘即可補充約120公里的行駛里程。
截至2021年2月18日，特斯拉在全球有超過2564個超級充電站。北美有1101個站，歐洲有592個，亞太地區有498個。

### 中国大陆
自2014年4月特斯拉在中国大陆建设了第1个超级充电站后，特斯拉在中国大陆的超级充电站以年建设50-100座的速度铺开。2022年1月4日，特斯拉宣布位于中国新疆维吾尔自治区的首家特斯拉中心乌鲁木齐特斯拉中心开业，特斯拉目前在中国大陆的60个城市设有门店。截至2022年7月，特斯拉在中国大陆已建设开放1,200多座超级充电站，700多座目的地充电站，覆盖370多个城市及地区。

### 香港
截至2024年9月，香港共設有超過80個超級充電站及超過403個超級充電器。

### 新加坡
受新加坡政府对电动汽车的政策变动影响，2021年2月，特斯拉重返新加坡市场开启网上订车，并于7月19日在新加坡开设了首座超级充电站。

### 台湾
截至2020年3月底，台灣有17座超級充電站。同時特斯拉承諾，台灣將是亞洲第一波引入第三代超級充電站的地区之一，其中一座已於2020年6月於國立台灣大學啟用。
2021年，特斯拉預計在台灣再設置13座超級充電站，以使其在全島的充電站總數達到38個，旨在滿足特斯拉車主的充電需求，以供應車主在台灣更長途的旅行。自2020年10月15日起，Tesla車主使用超級充電站的充電費用依據充電的時間和地點，每度以7-12元新台币浮動計價。

## 爭議

### 品質管理
2019年7月，CNBC报道特斯拉多名在加州弗雷蒙特厂工作的现任和前任员工爆料，为了实现Model 3生产數量目标，許多品管環節被略過，其中三摄像头設備是用電工膠帶黏上的，並公布場內偷拍照佐證，而此摄像头一但脫落，眾多車上設備可能接收錯誤訊號包含自動駕駛都可能撞人或失控，特斯拉發言人則否認指控但未否認用膠帶裝配等細節，只稱這些非正常手段公司不是批准而是員工自己亂搞，並稱目前品管極度優良。
2020年7月，美國多名Model 3車主集體向美國國家公路交通安全管理局投訴，表示在正常自駕行駛狀況中，車輛會不受控制，突然自行急加速，存有重大安全隱憂。
特斯拉於台灣上市後，台灣東森汽車專題節目報導稱發現在台灣這不大的市場與銷量中卻出現離奇多的品管問題。2017年有汽車雜誌記者拿到Model X試駕車時沒幾天車輛就無理由損壞，冷氣、雨刷、電動窗、後車廂、電動椅都損壞，連攝影器材都被鎖在後車無法取出，開回原廠後一個多月才聽說有同行試駕時拿到該車。另有消費者花500多萬台幣購買17天後修三次，首先是車頭徽標是貼歪的，之後車燈一體充電蓋無法關閉，原廠最後將整組後車燈與充電蓋拆換才解決。電動前車門，沒幾天就損壞導致車門要用手極大力氣扳開才能上車，第三排的座椅也故障，最後則是在高速公路上突然車輛顯示方向盤異常後整台車癱瘓，必須冒險在快車道下車後重新上車才能重啟車輛。導致車主極大的丟臉，當時車上的家人朋友從此不願再坐此500萬高價車，車子的總公里數約500多公里，其中超過160公里是往返維修廠。
節目中自行推測特斯拉的車輛設計可能不符ISO 26262的標準，也就是車中牽涉安全的重要機件都要有獨立兩套以上構造，且互相備援，其車輛設計大量依賴單一的中央電腦化主控，缺乏直接的純機械設計，而當該電腦或軟體可靠性不足發生當機，又沒有備援機制就會發生全車各種失常。

### 车辆碰撞起火
2017年2月19日上午，中國大陆廣東省廣州市一輛特斯拉Model X發生低速刮碰後起火爆炸，安全氣囊未開，碰撞發生後車門無法打開，造成司機重傷。
車主要求特斯拉承認車輛設計失敗，索賠500萬人民幣，特斯拉中國回應稱符合安全標準，且說明書中有不能開門時拉銷可開車門，安全氣囊問題則說無法還原現場確認。
廣州市公安局交通警察支隊高速三大隊的事故報告中表明，車輛途經瀋海高速廣州線北行8公里800米路段時撞路中心護欄，再與後方同向轎車車頭碰撞，之後起火。此時對方車輛已有明顯剎車，碰撞發生時，兩車車速較慢並不激烈碰撞，不到10秒特斯拉就全車燃燒可能是鋰電池起火，周圍車輛曾拿出滅火器幫忙救火但居然無法撲滅，安全氣囊並未彈開。司機受重傷，脊柱三節骨裂、腸子截掉一截，住院達40餘天。相关交管部门对此事回应，称由于该驾驶者驾驶车辆时仍处于实习阶段，对此事要承担本事故的全部责任。
事件經網路爆料後Model X的說明書也被貼到網上，書中說明前門斷電時可以用一般拉把開啟，然而車主表明車禍時他無法開，至於後門無電時則要拆下喇叭，手伸入機械內的一個拉桿，被譏為高難度操作。
2021年4月17日，在广州增城区行驶的一辆特斯拉轿车在超车过程中撞击到路边水泥隔离墙，损毁严重。该车后来燃起大火，车体被严重烧毁。车祸现场有一人躺在地上，医护人员在对其进行紧急抢救。4月21日，特斯拉回应媒体表示确实发生这起事故，事故发生后已立即配合交警部门调查以及车主处理事件。

### 自动驾驶致死以及相關訴訟
据中国中央电视台报道，2016年6月30日，一辆特斯拉汽车佛罗里达州威利斯顿与一辆拖车相撞，40岁的驾驶员乔舒亚·布朗丧生。特斯拉官方确认，该车是在“自动驾驶”（autopilot）模式中没有识别出变道的卡车，导致悲剧发生。由此该事件一度被媒体引用为特斯拉全球第一起自动驾驶致死事件。事後調查發現，該拖車為白色，剛好那天又是大晴天，自動系統似乎無法辨認拖車體與背景天空的顏色差異，以為前方無障礙，最终釀成車禍。
2016年9月，央视报道的于2016年1月20日河北一起追尾事故中，驾驶员疑似在开启自动驾驶功能后酿成事故，撞上掃路車，导致23岁的驾驶员高雅宁身亡，警方经车载视频判定自动驾驶处于开启状态。然而特斯拉公司拒不承認，後受害者家屬委託北京京都律師事務所提起訴訟，要求檢車，特斯拉以公司核心機密會暴露為由拒絕檢查，最終受害家屬自費律師費和20萬人民幣檢驗費，交由北京中機司法鑑定中心檢車，核心電腦數據攤開於陽光下時美國特斯拉總公司才承認當時處於自動駕駛狀態。掃路車由於作業原因需要並非行駛於內車道正中心，而是貼於中央分隔欄，是否因此造成自動駕駛系統無法偵測到前方有車，為本案技術面焦點，若此事為真則特斯拉等於將一個極度陽春的自動駕駛功能上市，連基本最簡單的道路突發情況都無法判斷，高雅宁父親並表示在購車時特斯拉商店還誇口只要開自動駕駛，人可以直接在車上睡覺、四人打牌等等宣傳用語。而訴訟過程中特斯拉採用全面抵制策略，律師在央視受訪時表示公司方「似乎並不想與提告方一起弄清楚車禍成因」。央視報導曝光前夕，特斯拉將官網上的自動駕駛功能字樣改為「自動輔助駕駛」並告知零售店員必須格外強調，自動輔助駕駛只是輔助，駕駛員還是必須清醒專注的控制車輛，該功能僅是減輕疲勞，報導中認為之前有蓄意誤導嫌疑。
2018年3月23日周五上午9点，苹果工程师Walter Huang驾驶特斯拉Model X汽车在加州101公路和85公路交接处发生致命车祸。Huang曾向汽车零售商抱怨自动驾驶曾多次在同一地点转向隔离带。此次车祸可能并非是孤例。然而經過調查後發現，車禍喪命前，車主一邊使用特斯拉的部分自動駕駛系統，一邊玩手機電玩遊戲。
日本2018年曾發生一起特斯拉Model X死亡車禍，該事故是因駕駛在開啟特斯拉AutoPilot自動駕駛系統功能後不小心睡著，造成1人死亡、2人輕重傷的意外。
2019年5月16日，美國佛州一名駕駛Model 3的司機班納（Jeremy Beren Banner）在撞車前10秒啟動自動駕駛，撞向一輛拖車，私家車上的50歲男司機不治。Tesla發言人回應指出駕駛Tesla的司機已使用自動駕駛系統行駛逾16000公里。2021年4月17日，美國德克萨斯州斯普林一輛Model S撞上一棵树并起火燃烧数小时，導致2人死亡。警方在清理現場時發現无人坐在驾驶座位上，疑似無人駕駛惹禍。
2023年2月27日，特斯拉及其CEO埃隆·马斯克被股东起诉，后者指控他们夸大了其电动汽车的Autopilot和全自动驾驶（FSD）技术的有效性和安全性。

### 自燃
2019年4月21日晚间，上海徐汇区一个小区地下车库中，一辆白色Model S自燃，殃及周围的其他两辆轿车，整个地下车库弥漫着刺鼻气味。监控显示，从车底冒出白烟到车辆被明火包围的时间大约仅10秒。自燃原因初步判断为电池短路导致。
2019年5月12日，一輛Model S在香港新蒲崗廣場停車場自燃，並一度傳出多次爆炸聲。Tesla表示，已與當局調查事故，暫時只發現車輛的少數電池模組受影響，電池組大多未有受損。

### 刹车失灵
2020年8月12日，溫州一輛特斯拉Model3發生事故，司机称刹车失靈，其後又在中國國內多個平台上捏造「特斯拉自動加速剎車失靈」、「珍愛生命遠離特斯拉」等內容，引起特斯拉向溫州市人民法院提出起訴。2021年10月11日州市人民法院作出判決，指車主應承擔事故的全部責任，特斯拉勝訴。車主其後提出上訴，二審被再次駁回。2022年5月9日，溫州事故車主在微博上發佈道歉信，認自己錯把油門當做剎車踩，向特斯拉道歉。
2021年3月11日，海南一辆Model 3司机称在停车时刹车突然失靈，导致车辆与护栏发生碰撞。同日下午，特斯拉售后工作人员驾驶另一辆特斯拉车辆来到现场进行情景再现，再次刹车失灵撞上护栏。3月14日特斯拉对事故车辆进行检验，结果显示车辆刹车系统合格。但报告中的车型错误引发公众对报告严谨性和真实性的质疑。
2021年4月19日，上海车展特斯拉展台中，一名特斯拉女车主身穿印有“刹车失灵”的衣服站在特斯拉车顶维权抗议，半分钟后被工作人员抬出场外，特斯拉发表声明表示决不妥协，其后当事女车主因“扰乱公共秩序”被警方处以行政拘留5日，另一人被处以行政警告。4月20日晚，特斯拉发文致歉，表示已成立专门处理小组处理该事件。该名车主是此前河南安阳特斯拉门店门口坐车顶维权的Model 3车主。4月21日，郑州市郑东新区市场监督管理局回应，责令特斯拉汽车销售服务（郑州）有限公司无条件向张女士提供该车发生事故前半小时完整行车数据。国家市场监督管理总局表示，已责成河南省、上海市等地市场监督管理部门依法维护消费者合法权益。4月22日晚间，特斯拉公司发布车辆发生事故前30分钟内的数据。显示在发生事故前的30分钟内，车辆有超过40次踩下制动踏板的记录。随后，张女士以特斯拉侵犯其名誉权及侵犯其个人隐私为由，向法院对特斯拉提起诉讼。2023年5月，两个案件均以法院驳回张女士的诉讼请求告终。
2021年5月7日，广东省韶关市一辆小型货车遭特斯拉追尾，事故造成特斯拉司机当场死亡，目前事故原因正在调查中。
2022年11月5日，广东省潮州市饶平县一男子称驾驶特斯拉汽车准备停车时，车辆突然失控高速狂奔2公里，接连撞上两辆摩托车和两辆自行车，造成2死3伤。特斯拉官方回应称从现有的事故影片可以看出，我们有确认到车辆在高速行驶的过程中，刹车灯是长时间没有被点亮的，这和我们的后台数据是有吻合的情况。
2023年3月4日，广东东莞一辆特斯拉汽车疑似失控，连撞多车后冲入一家店铺，造成两人受伤。
2023年8月16日，香港荃灣一架特斯拉汽車疑似失控，衝入一家麵包铺，造成一人受傷。司機事後指他有40年駕駛經驗，已經一直收油，但不知為何車辆自行加油衝上行人路。另外，司機所駕特斯拉属租赁获得，并租赁当日发生交通事故。

### 隐私保护
2023年4月6日，路透社报道称根据其对特斯拉九名前员工的采访，在2019年至2022年期间，特斯拉员工之间通过内部消息系统分享了来自于客户车载摄像头记录的高度侵入性视频和图像。其中包括一名男子赤裸地接近一辆汽车与车祸和路怒事件。